# فرویو، شهرستان مونمووث، نیوجرسی
فرویو (به انگلیسی: Fairview) یک منطقهٔ مسکونی در ایالات متحده آمریکا است که در میدلتاون، نیوجرسی واقع شده‌است. فرویو ۳٫۳۳۷ کیلومتر مربع مساحت و ۳٬۸۰۶ نفر جمعیت دارد و ۱۴ متر بالاتر از سطح دریا واقع شده‌است.